# Jonathan Spitz
Jonathan Spitz je americký violoncellista a hudební pedagog. Od roku 1995 je členem a jedním z uměleckých vedoucích orchestru Orpheus Chamber Orchestra, tedy tělesa, v jehož čele nestojí žádný dirigent. Na pozici uměleckého vedoucího jej v roce 2015 nahradil houslista Eric Wyrick poté, co Spitz zahájil působení na škole Mason Gross School of the Arts. Počínaje rokem 2000 působil jako první violoncellista v orchestru Amerického baletního divadla. Od roku 1990 hrál v Newjersejském symfonickém orchestru. Jako pedagog působil také na letní škole Brevard Music Center. Podílel se například na nahrávkách Johna Calea, Lyle Maysové, Wayna Shortera a Gila Shahama a hrál ve filmové hudbě skladatele Davida Arnolda pro snímek Changing Lanes (2002). Jeho manželkou je violoncellistka Susannah Chapman.

## Diskografie
- Violin Romances (Gil Shaham, 1996)
- Street Dreams (Lyle Mays, 1998)
- Chamber Music 1992–1997 (Morris Rosenzweig, 1998)
- Saint-Cyr (John Cale, 2000)
- Changing Lanes (David Arnold, 2002)
- Rhythmic Garlands and Other Pieces (Jay Reise, 2003)
- Emanon (Wayne Shorter, 2018)